# Доминиканска Република на Светском првенству у атлетици на отвореном 2011.
Доминиканска Република је на 13. Светском првенству у атлетици на отвореном 2011. одржаном у Тегу од 27. августа до 4. септембра учествовала једанаести пут. Према пријави репрезентацију Доминиканске Републике представљало је 4 атлетичара (3 мушкарца и 1 жена), који су се такмичили у 4 дисциплинe (3 мушке и 1 женскa).,
На овом првенству такмичари Доминиканске Републике нису освојили ниједну медаљу али је остварен један најбољи сезонски резултат.
У табели успешности према броју и пласману такмичара који су учествовали у финалним такмичењима (првих 8 такмичара) Доминиканска Република је са 1 учесником у финалу делила 51 место са 5 бодова.
| Плас. | Земља                  | 1. место | 2. место | 3. место | 4. место | 5. место | 6. место | 7. место | 8. место | Бр. финал. | Бод. |
| ----- | ---------------------- | -------- | -------- | -------- | -------- | -------- | -------- | -------- | -------- | ---------- | ---- |
| =51.  | Доминиканска Република | 0        | 0        | 0        | 1        | 0        | 0        | 0        | 0        | 1          | 5    |

## Учесници
| Мушкарци: - Карлос Рафаел Хорхе — 100 м - Арисменди Пегуеро — 400 м - Феликс Санчез — 400 м препоне | Жене: - Лавон Идлет — 100 м препоне |  |

## Резултати

### Мушкарци
| Атлетичар           | Дисциплина    | Лични рекорд | Квалификације  | Квалификације  | Полуфинале           | Полуфинале           | Финале               | Финале               | Детаљи |
| Атлетичар           | Дисциплина    | Лични рекорд | Резултат       | Место          | Резултат             | Место                | Резултат             | Место                | Детаљи |
| ------------------- | ------------- | ------------ | -------------- | -------------- | -------------------- | -------------------- | -------------------- | -------------------- | ------ |
| Карлос Рафаел Хорхе | 100 м         | 10,21        | 10,62          | 5. у гр. 3     | Није се квалификовао | Није се квалификовао | Није се квалификовао | 41 / 71 (75)         |        |
| Арисменди Пегуеро   | 400 м         | 44.92        | Није стартовао | Није стартовао | Није се квалификовао | Није се квалификовао | Није се квалификовао | Није се квалификовао |        |
| Феликс Санчез       | 400 м препоне | 47,25 НР     | 48,74 КВ, ЛРС  | 3. у гр. 2     | 49,01 КВ             | 2. у гр. 2           | 48,87                | 4 / 34               |        |

### Жене
| Атлетичарка | Дисциплина    | Лични рекорд | Квалификације | Квалификације | Полуфинале            | Полуфинале            | Финале                | Финале       | Детаљи |
| Атлетичарка | Дисциплина    | Лични рекорд | Резултат      | Место         | Резултат              | Место                 | Резултат              | Место        | Детаљи |
| ----------- | ------------- | ------------ | ------------- | ------------- | --------------------- | --------------------- | --------------------- | ------------ | ------ |
| Лавон Идлет | 100 м препоне | 12,96        | 13,39         | 7. у гр. 2    | Није се квалификовала | Није се квалификовала | Није се квалификовала | 28 / 38 (39) |        |